# Alessandro Tiarini
Alessandro Tiarini (Bologne, 1577 - Bologne, 1668) est un peintre italien baroque du XVIIe siècle, se rattachant à l'école bolonaise.

## Biographie
Alessandro Tiarini se forme auprès de Prospero Fontana. Il est ensuite influencé par l'œuvre de Bartolomeo Cesi, puis en 1599, à Florence, il réalise les fresques de la Vie de saint Marc, pour le couvent San Marco.
Retourné à Bologne, il se rapproche de l'école des Carracci, en accueillant les instances naturalistes spécialement celles de Lodovico Carracci.
Sur la sollicitation de Ludovico Carracci, il réalise le Martyre de sainte Barbara pour la Basilique San Petronio ; en 1611, l'Assunta pour Budrio ; en 1614, les fresques de l'église San Michele in Bosco ; entre 1614 et 1618, le tableau de San Domenico che risuscita un bambino pour l'église San Domenico.
Durant ces années il accentue la gravité de ses personnages comme dans la Deposizione di Cristo nel sepolcro, pour l'église Sant'Antonio du Collegio Montalto (aujourd'hui à la pinacothèque nationale de Bologne) et San Martino che fa risuscitare il figlio della vedova à l'église Santo Stefano.
Au contact des milieux des peintres de Parme, de Venise et de Ferrare et par sa relecture de l'œuvre du Corrège, il éclaircit sa palette pendant que les figures acquièrent monumentalité et plus grande spontanéité, comme les Noces mystiques de sainte Catherine de la Pinacoteca Extenso, les  fresques du Palazzo del Giardino à Parme et à Renaud et Armide du musée des beaux-arts de Lille.
Successivement il est actif dans la région de Reggio d'Émilie, exécutant des fresques à la basilique Notre-Dame de la Ghiara et pour des églises de Modène et de Pavie.
Selon Carlo Cesare Malvasia, il se retire en confiant ses propres pinceaux à  Giovanni Andrea Sirani, sans pouvoir le faire à Guido Reni, alors parti de Bologne vers Rome.
Il a eu comme élève Luca Ferrari. Ses derniers élèves ont été Francesco Carbone et Luca Barbieri (en).

## Œuvres

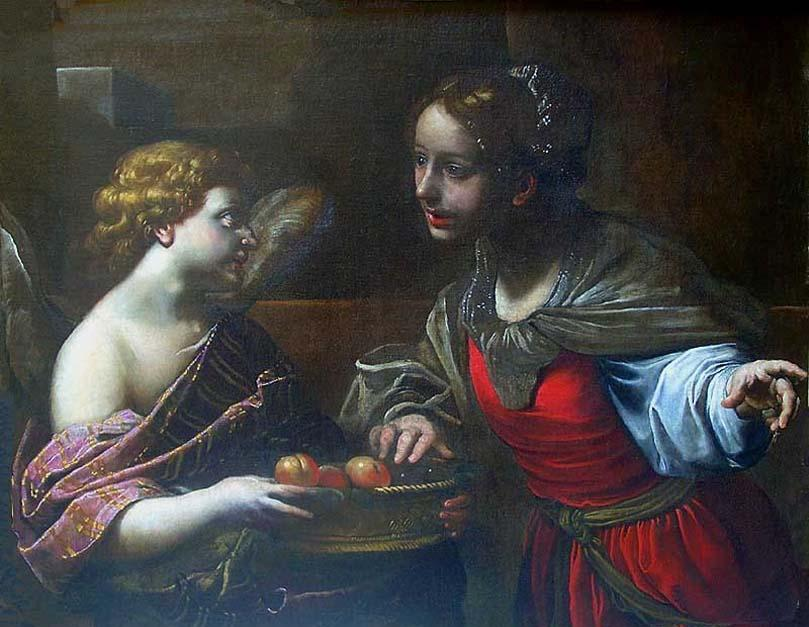
Sainte Dorothée et l'Ange.

- Déploration sur le Christ mort, 1617, huile sur toile, 323 × 213 cm, Pinacothèque Nationale de Bologne.
- La Vierge montrant l'Enfant Jésus à saint Félix[1], église Santo Stefano de Reggio d'Émilie.
- Portrait de Isabella Arlotti Toschi, 1619, huile sur toile, 190 × 120 cm, Musei Civici de Reggio d'Émilie.

## Sources
- (it) Cet article est partiellement ou en totalité issu de l’article de Wikipédia en italien intitulé « Alessandro Tiarini » (voir la liste des auteurs).

1. ↑  (it) Notice de Tourisme à Reggio